# Gilberto Braga
Gilberto Tumscitz Braga (Rio de Janeiro, 1º novembre 1945 – Rio de Janeiro, 26 ottobre 2021) è stato uno sceneggiatore e autore televisivo brasiliano.
È riconosciuto come uno dei più importanti sceneggiatori-autori di telenovelas e miniserie brasiliane, buona parte delle quali sono state trasmesse anche in altri paesi.

## Biografia
Dopo essersi laureato presso la Pontifícia Università Cattolica di Rio de Janeiro, fu per qualche anno insegnante di francese nonché critico cinematografico e teatrale.
Nel 1974 iniziò la sua attività di sceneggiatore per TV Globo, unica emittente per la quale lavorò. Il primo grande successo lo colse con La schiava Isaura, a tutt'oggi il prodotto televisivo più guardato al mondo. Successivamente consolidò la fama con Dancin' Days e Agua Viva, due telenovelas divenute veri e propri fenomeni di costume (da Agua Viva fu poi tratto il romanzo omonimo, scritto a quattro mani da Leonor Basseres e dallo stesso Braga).
Nel 2013 vinse l' International Emmy Award con la telenovela Lado a Lado, di cui aveva curato la supervisione : un'altra telenovela, Paraíso Tropical, in gran parte invece scritta e sceneggiata da lui, era stata candidata allo stesso premio nel 2008.
Sofferente della malattia di Alzheimer da qualche anno, Braga è morto il 26 ottobre 2021, quasi 76enne, per complicazioni dovute a una setticemia, in seguito a una perforazione dell'esofago.

## Vita privata
Sposò nel 2013 il compagno Edgar, con cui già conviveva da quarant' anni. La cerimonia si svolse nell'appartamento di Braga a Rio.

## Filmografia parziale

### Telenovelas e miniserie
- Corrida do Ouro (1974)
- Bravo! (1975)
- Senhora (1975)
- Helena (1975)
- La schiava Isaura (1976)
- Dona Xepa (1977)
- Dancin' Days (1978)
- Agua Viva (1980)
- Brillante (1981)
- Vite rubate (1983)
- Corpo a Corpo (1984)
- Anos Dourados (1986)
- Senza scrupoli (1988)
- O Dono do Mundo (1991)
- Anos Rebeldes (1992)
- Pátria Minha (1994)
- La forza del desiderio (1999)
- Celebridade (2003)
- Paraíso Tropical (2007)
- Insensato Coração (2011)
- Lado a lado (2012) - supervisione
- Babilônia (2015)

### Cinema
- Fim de Festa (1978) - regia di Paulo Porto